# LRRC52
LRRC52 (англ. Leucine rich repeat containing 52) – білок, який кодується однойменним геном, розташованим у людей на 1-й хромосомі. Довжина поліпептидного ланцюга білка становить 313 амінокислот, а молекулярна маса — 35 126.
| 10         |  | 20         |  | 30         |  | 40         |  | 50         |
| ---------- |  | ---------- |  | ---------- |  | ---------- |  | ---------- |
| MSLASGPGPG |  | WLLFSFGMGL |  | VSGSKCPNNC |  | LCQAQEVICT |  | GKQLTEYPLD |
| IPLNTRRLFL |  | NENRITSLPA |  | MHLGLLSDLV |  | YLDCQNNRIR |  | EVMDYTFIGV |
| FKLIYLDLSS |  | NNLTSISPFT |  | FSVLSNLVQL |  | NIANNPHLLS |  | LHKFTFANTT |
| SLRYLDLRNT |  | GLQTLDSAAL |  | YHLTTLETLF |  | LSGNPWKCNC |  | SFLDFAIFLI |
| VFHMDPSDDL |  | NATCVEPTEL |  | TGWPITRVGN |  | PLRYMCITHL |  | DHKDYIFLLL |
| IGFCIFAAGT |  | VAAWLTGVCA |  | VLYQNTRHKS |  | SEEDEDEAGT |  | RVEVSRRIFQ |
| TQTSSVQEFP |  | QLI        |  |            |  |            |  |            |

A: Аланін

C: Цистеїн

D: Аспарагінова кислота

E: Глутамінова кислота

F: Фенілаланін

G: Гліцин

H: Гістидин

I: Ізолейцин

K: Лізин

L: Лейцин

M: Метіонін

N: Аспарагін

P: Пролін

Q: Глутамін

R: Аргінін

S: Серин

T: Треонін

V: Валін

W: Триптофан

Кодований геном білок за функцією належить до іонних каналів. 
Задіяний у таких біологічних процесах, як транспорт іонів, транспорт. 
Локалізований у клітинній мембрані, мембрані.